# Puyi
Puyi (kinesisk: 溥儀) (født 7. februar 1906 i Beijing, død 17. oktober 1967 i Beijing) var kejser af Kina mellem 1908 og 1924 (enevældig kejser mellem 1908 og 1912 og formel kejser mellem 1912 og 1924), den tolvte og sidste kejser af Qing-dynastiet, der herskede i Kina. Han var 2 år, da han blev kejser. I praksis blev landet ledet af enkekejserinde Longyu, der også underskrev hans abdikation i 1911. Qing-dynastiet blev opløst i 1912, og kejserinden døde i 1913. Senere mellem 1934 og 1945 blev Puyi kejser af den japanske lydstat Manchukuo i Manchuriet.
Da han var den sidste af en meget lang række af kejsere (der havde været kejsere i Kina i 2000 år), er Puyi også kendt som den sidste kejser. Han døde i 1967.
Puyis liv er skildret i Bernardo Bertoluccis berømte film fra 1987 Den sidste kejser. Filmen anses for en sandsynlig skildring af hans liv.